# Protapanteles gowdeyi
Protapanteles gowdeyi är en stekelart som först beskrevs av Charles Joseph Gahan 1918.  Protapanteles gowdeyi ingår i släktet Protapanteles och familjen bracksteklar. Inga underarter finns listade i Catalogue of Life.